# .lr
.lr (Libéria) é o código TLD (ccTLD) na Internet para a Libéria.